# رالف ميركادو
رالف ميركادو (بالإنجليزية: Ralph Mercado)‏ هو مدير تنفيذي موسيقي ‏ أمريكي، ولد في 29 سبتمبر 1941 في بروكلين في الولايات المتحدة، وتوفي في 10 مارس 2009 في Hackensack University Medical Center ‏ في الولايات المتحدة بسبب سرطان.

## وصلات خارجية
- الموقع الرسمي
- رالف ميركادو على موقع IMDb (الإنجليزية)
- رالف ميركادو على موقع ميوزك برينز (الإنجليزية)
- رالف ميركادو على موقع ديسكوغز (الإنجليزية)